# Насібулла Курбанов
Насібулла Курбанов (нар. 11 жовтня 1990) — узбецький борець вільного стилю, срібний призер чемпіонату Азії.

## Життєпис
Боротьбою почав займатися з 1999 року. У 2008 році став бронзовим призером чемпіонату Азії серед юніорів. Наступного року на цих же змаганнях здобув срібну медаль.
На дорослому рівні найкращим результатом на континентальній першості стала срібна нагорода на чемпіонаті Азії 2010 року. У фіналі Курбанов поступився японському борцю Сін'їті Юмото. На чемпіонаті світу найкраща позиція — 17 місце у 2014 році.
Виступав за спортивне товариство «Динамо» Ташкент. Тренер — Фарход Рахмонбердієв (з 1999).

## Спортивні результати на міжнародних змаганнях

### Виступи на Чемпіонатах світу
| Змагання                        | Збірна     | Вагова категорія          | Місце |
| ------------------------------- | ---------- | ------------------------- | ----- |
| Чемпіонат світу з боротьби 2010 | Узбекистан | вільна боротьба, до 55 кг | 32    |
| Чемпіонат світу з боротьби 2013 | Узбекистан | вільна боротьба, до 60 кг | 31    |
| Чемпіонат світу з боротьби 2014 | Узбекистан | вільна боротьба, до 57 кг | 17    |

### Виступи на Чемпіонатах Азії
| Змагання                       | Збірна     | Вагова категорія          | Місце  |
| ------------------------------ | ---------- | ------------------------- | ------ |
| Чемпіонат Азії з боротьби 2010 | Узбекистан | вільна боротьба, до 55 кг | Срібло |
| Чемпіонат Азії з боротьби 2011 | Узбекистан | вільна боротьба, до 55 кг | 11     |
| Чемпіонат Азії з боротьби 2013 | Узбекистан | вільна боротьба, до 60 кг | 8      |

### Виступи на Кубках світу
| Змагання                    | Збірна     | Вагова категорія          | Місце |
| --------------------------- | ---------- | ------------------------- | ----- |
| Кубок світу з боротьби 2011 | Узбекистан | вільна боротьба, до 55 кг | 5     |

### Виступи на інших змаганнях
| Змагання                                                        | Збірна     | Вагова категорія          | Місце  |
| --------------------------------------------------------------- | ---------- | ------------------------- | ------ |
| Кубок Президента Бурятської Республіки з боротьби 2011          | Узбекистан | вільна боротьба, до 55 кг | Бронза |
| Олімпійський кваліфікаційний турнір з боротьби 2012 (Гельсінкі) | Узбекистан | вільна боротьба, до 60 кг | 7      |
| Київський Міжнародний турнір з боротьби 2013                    | Узбекистан | вільна боротьба, до 55 кг | 17     |
| Міжнародний турнір Дінмухамеда Кунаєва 2013                     | Узбекистан | вільна боротьба, до 55 кг | 5      |
| Гран-прі «Іван Яригін» 2014                                     | Узбекистан | вільна боротьба, до 57 кг | 16     |
| Турнір Олександра Медведя 2014                                  | Узбекистан | вільна боротьба, до 57 кг | 10     |
| Турнір Алі Алієва 2014                                          | Узбекистан | вільна боротьба, до 57 кг | 8      |

### Виступи на змаганнях молодших вікових груп
| Змагання                                     | Збірна     | Вагова категорія          | Місце  |
| -------------------------------------------- | ---------- | ------------------------- | ------ |
| Чемпіонат Азії з боротьби серед юніорів 2008 | Узбекистан | вільна боротьба, до 50 кг | Бронза |
| Чемпіонат Азії з боротьби серед юніорів 2009 | Узбекистан | вільна боротьба, до 50 кг | Срібло |